# Secondo libro dei Maccabei
Il Secondo libro dei Maccabei (B' Μακκαβαίων, 2 makkabáion; in latino 2 Machabaeorum) è un testo contenuto nella Bibbia cristiana (derivato dalla precedente Settanta e accolto nella Vulgata). Non è accolto nella Bibbia ebraica (Tanakh). Come gli altri libri deuterocanonici è considerato ispirato nella tradizione cattolica e ortodossa, mentre la tradizione protestante lo considera apocrifo.
Si tratta di un riassunto composto direttamente in greco poco dopo al 124 a.C. forse ad Alessandria d'Egitto di un'opera di un certo Giasone di Cirene, composta poco dopo il 160 a.C.
È composto da 15 capitoli e descrive la lotta per l'indipendenza della Giudea dei fratelli Maccabei (Giuda, Gionata, Simone) contro i re seleucidi della Siria, narrando eventi accaduti tra il 180 a.C. e il 161 a.C.

## Autore, data e lingua
L'autore è ignoto. Certamente non è il medesimo del Primo libro dei Maccabei. Si suppone che sia un giudeo alessandrino o influenzato dalla scuola letteraria egiziana.
È presente in lui un'adesione totale e completa alla legge.
Il libro è databile alla fine del II secolo a.C.
È scritto in un greco eccellente, colto e molto retorico.

## Origine del libro
Il libro si presenta come il riassunto di un'opera in cinque libri di un certo Giasone di Cirene (cfr. 2, 19-32).

In merito ai documenti del profeta Geremia contenenti la Legge ed al fuoco sacro dell'altare miracolosamente conservato (I, vv. 31-33; II, vv. 1-5):
(2 Maccabei 2:13-15)
Racconta in altro modo gli stessi avvenimenti dei primi sette capitoli del Primo libro dei Maccabei dal 176 al 160 a.C.

Nel quarto capitolo, 2 Maccabei riferisce che alla morte di re Seleuco, Giasone promise 360 talenti d'argento al successore Antioco IV Epifane se lo avesse nominato sommo sacerdote, ed ulteriori 150 se avesse potuto occuparsi dell'ellenizzazione dei Giudei, e in particolar modo dei giovani.

## Relazione con il primo libro dei Maccabei
Contrariamente a quanto si potrebbe immaginare, il libro non è la continuazione del primo libro dei Maccabei, ma tratta una parte degli stessi avvenimenti. Infatti, a differenza del primo libro che illustra il periodo storico dal 175 al 135 a.C., il secondo libro dei Maccabei si sofferma sugli avvenimenti tra gli anni 176-160 a.C.
Naturalmente i due libri divergono in molti aspetti e fatti, cosa che si spiega perché gli obiettivi dei due autori sono molto differenti. Il libro si propone soprattutto di innalzare lodi al Tempio di Gerusalemme e in seconda battuta di raccontare la ribellione contro i greci.
In certe parti completa ed approfondisce quanto raccontato dal libro precedente.

## Contenuto
Il libro si incentra su due feste religiose: la dedicazione del Tempio, collegata alla sua ricostruzione e la festa commemorativa del giorno in cui Nicanore aveva minacciato il Tempio ed è stato ucciso. L'autore narra le origini del movimento maccabaico con un sacro zelo contro gli idoli di Greci e Romani. Nel libro ha un posto di rilievo l'eresia sacrilega di Eliodoro.

## Storicità
Letto insieme al Primo libro di Maccabei, il libro disegna un ritratto storico della regione giudaica e della sua interminabile lotta per mantenere pura ed incontaminata la sua religione monoteista. 
Gli esegeti del cattolico "Nuovo Grande Commentario Biblico" ritengono che l'autore abbia "competenza storica, per quanto questo giudizio non debba essere trasformato in una valutazione di storicità assoluta. Le sue descrizioni e ridistribuzioni degli eventi vanno giudicate alla luce dei suoi obiettivi teologici". Anche i numeri citati, spesso esagerati, sono caratteristici "del genere letterario da lui scelto"; ad esempio in 2Mac5,14, in merito ai morti nel saccheggio del tempio, "le cifre non sono in proporzione con la popolazione di Gerusalemme", oppure in 2Mac15,25-27 riguardo ai 35000 nemici morti nella battaglia contro Nicanore, o ancora in 2Mac10,18-23 le 70000 dracme e il numero degli uccisi nell'assedio fanno "parte delle esagerazioni numeriche dell'autore".
Ancora gli esegeti del Commentario Biblico sottolineano che "i problemi storici più delicati insorgono quando si tratta di rapportare tra loro i due libri [1Mac e 2Mac]" e, ad esempio, in merito alla cronologia relativa alla morte di Epifane e alla purificazione del tempio gli studiosi dell'interconfessionale Bibbia TOB osservano che "su questo punto è da preferire l'ordine di 2Mac (9: morte Epifane; 10: purificazione tempio), benché anch'esso non sia indenne da confusioni (per es. le lettere del c.11)".
 I primi due libri dei Maccabei riportano inoltre tre diversi scenari - tra loro inconciliabili e tutti storicamente infondati - riguardo alla morte di re Antioco IV Epifane: per le conseguenze di una caduta da un carro da guerra oppure in seguito ad una profonda crisi depressiva o, infine, assassinato dai sacerdoti della dea Nanea; Antioco IV morì, in realtà, in Tabe di Persia nel 163 a.C., malato di tisi.

## Sentimento religioso
Il libro è molto importante nella dottrina religiosa dell'Antico Testamento. È sua intenzione, tra il resto, di dimostrare l'esistenza degli angeli e di sviluppare due concetti che suonano familiari per il cristiano moderno: l'intercessione dei santi e la resurrezione della carne.
Altrove tratta dei castighi che sono riservati nell'aldilà ai peccatori (7, 14-36) e l'aiuto che la preghiera arreca ai fedeli defunti (12, 42-45). In questo modo vengono introdotti nella spiritualità prima ebraica e poi cristiana due nuovi concetti: un Giudizio universale con esito "manicheisticamente" dualista, dunque anche punitivo-vendicativo, e la condizione ultraterrena del Purgatorio.

### Riferimenti
1. ↑   2Mac 2, 19-32, su La Parola - La Sacra Bibbia in italiano in Internet.
2. ↑   Secondo Libro dei Maccabei, capitolo II, vv. 13-15, su maranatha.it.
3. ↑   Secondo Libro dei Maccabei in greco, trad. in inglese, su en.katabiblon.com.
4. ↑   Secondo Libro dei Maccabei, capitolo quarto, vv. 7-13, su maranatha.it.
5. 1 2  Raymond E. Brown, Joseph A. Fitzmyer, Roland E. Murphy, Nuovo Grande Commentario Biblico, Queriniana, 2002, p. 552, ISBN 88-399-0054-3.
6. 1 2  Bibbia TOB, Elle Di Ci Leumann, 1997, p. 1980, ISBN 88-01-10612-2.
7. ↑   2Mac5,14, su La Parola - La Sacra Bibbia in italiano in Internet.
8. ↑   2Mac15,25-27, su La Parola - La Sacra Bibbia in italiano in Internet.
9. ↑   2Mac10,18-23, su La Parola - La Sacra Bibbia in italiano in Internet.
10. ↑   1Mac6,1-17; 2Mac9,1-29; 10,1-8, su laparola.net..
11. ↑   2Mac9,7-28, su laparola.net..
12. ↑   1Mac6,8-16, su laparola.net..
13. ↑   2Mac1,13-16, su laparola.net..
14. ↑   2Mac 7, 14-36, su La Parola - La Sacra Bibbia in italiano in Internet.
15. ↑   2Mac 12, 42-45, su La Parola - La Sacra Bibbia in italiano in Internet.
16. ↑  Franz-Josef Nocke, Escatologia, par. 2.5.2., Giustizia per i martiri (2 Mac), Brescia, Queriniana, 2006.  ISBN 88-399-0650-9; ISBN 978-88-399-0650-2.